# Cratere Koval'sky
Koval'sky  è un cratere sulla superficie di Marte.